# Loža "Antika"
Loža "Antika" br. 2 (engl. Lodge of Antiquity No. 2) je masonska loža sa sjedištem u Londonu i jedna od najstarijih i najuglednijih loža koja rade pod okriljem Ujedinjene velike lože Engleske. Smatra se jednom od četiri tzv. "lože od pamtivijeka" – lože koje su na dan sv. Ivana 1717. godine u londonskoj gostionici Goose and Gridiron osnovale prvu veliku ložu na svijetu, Veliku ložu Londona i Westminstera, čime se označava početak slobodnog zidarstva kakvog danas poznajemo.

## Povijest
U početku je Loža "Antika" nosila naziv prema lokaciji svog okupljanja, Pivnici kod guske i roštilja (Goose and Gridiron Ale-house), Loža "Guska i roštilj" (Goose and Gridiron Lodge). Kasnije je, oko 1770. godine, preimenovana u Ložu "Antika". Do sredine 18. stoljeća prepoznata je kao "najstarija među starinama" među ložama u Engleskoj, što se očitovalo i u njenom privilegiranom statusu unutar novoformirane velike lože.
Prema predaji, Vilim III. bio je iniciran upravo u ovoj loži, tada poznatoj pod nazivom "St. Paul's Lodge", a njen najistaknutiji član bio je Sir Christopher Wren, glavni arhitekt obnovljene Katedrale sv. Pavla nakon Velikog požara u Londonu 1666. godine. Wren je, navodno, bio starješina lože više od 18 godina. Njegovo ime urezano je u simboliku lože kroz artefakte koje je poklonio – uključujući drveni čekić stare katedrale sv. Pavla i komad kamena iz rimskog hrama koji se ondje nekada nalazio.
U kasnijim godinama, posebno u razdoblju podjele između tzv. "Modernih" i "Drevnih" unutar engleskog slobodnog zidarstva, između 1751. i 1813., Loža "Antika" ostala je vjerna tzv. "Modernima", odnosno prvoj Velikoj loži Engleske, čuvajući tako kontinuitet slobodnozidarske povijesti u Engleskoj.
Jedna od najznačajnijih osoba vezanih uz ložu bio je William Preston, škotski autor i edukator, čija su predavanja i publikacije, posebno Ilustracije slobodnog zidarstva (Illustrations of Masonry), uvelike oblikovali slobodnozidarsku edukaciju krajem 18. stoljeća. Preston je bio čan Lože, te je putem svog obrazovnog sustava nastojao unijeti više filozofske dubine i intelektualnog pristupa u rituale. Njegov rad doveo je do sukoba s tadašnjim vodstvom, što je rezultiralo privremenim raskolom i osnivanjem Velike lože cijele Engleske južno od rijeke Trent, no kasnije je došlo do pomirbe.
Članovi Lože se od 1781. godine sastaju u londonskoj Gostionici slobodnih zidara, a kasnije u Freemasons' Hall-u, koji se nalazi na istom mjestu.
Značaj Lože "Antika" očuvao se i nakon ujedinjenja 1813. godine kada su se dvije engleske velike lože, prva Velika loža Engleske i Drevna velika loža Engleske, spojile u današnju Ujedinjenu veliku ložu Engleske.
U 19. stoljeću, 1879. godine, Loža "Antika" ponovno je stekla značajnu pozornost kada je kao starješina postavljen princ Leopold, sin kraljice Viktorije. Instalaciju je vodio najstariji bivši starješina lože, pukovnik Stuart, koristeći tradicionalni ritual lože koji se razlikovao od standardnog rituala Ujedinjene velike lože.

## Nasljeđe i baština
Loža "Antika" je poznata po svojoj kolekciji simbolički značajnih predmeta: uz spomenuti Wrenov čekić i rimski kamen, u posjedu je i zidarski alat kojim je vojvoda od Sussexa polagao kamen temeljac mosta Hammersmith i Kaledonskog azila. Ova loža posjeduje i brojne dokumente koji svjedoče o razvoju slobodnog zidarstva u Engleskoj, a koji do danas nisu u potpunosti znanstveno obrađeni. Njeni članovi čuvaju tradiciju nošenja starih svečanih odora i posebnih simbola koji podsjećaju na njezinu starinu.
Danas Loža "Antika" nosi broj 2 u registru Ujedinjene velike lože Engleske. Broj 1 namijenjen je loži koja je mogla dokazati stariji dokumentirani kontinuitet, no članovi Lože "Antika" i dalje naglašavaju svoje povijesno pravo na status najstarije lože. Taj simbolični aspekt odražava se i u njihovom pravu da koriste naziv "Antika" kao simbol čuvarice izvornih principa slobodnog zidarstva u Engleskoj.